# Axel Dirx
Axel Dirx (* 20. August 1946 in Wuppertal; † 9. Februar 2017) war ein deutscher Politiker der SPD und Gewerkschaftsfunktionär der IG Metall.

## Leben und Wirken
Axel Dirx war der Sohn des Malers Willi Dirx und der Autorin Ruth Dirx. Er besuchte das Wilhelm-Dörpfeld-Gymnasium. Ab 1966 studierte er Sozialwissenschaften in Bochum und Göttingen und schloss das Studium 1971 als Diplom-Sozialwirt ab.
Axel Dirx wurde 1967 Mitglied der SPD und der IG Metall. Bis 1983 arbeitete er als Lehrer am Bildungszentrum der IG Metall in Sprockhövel und bis 2004 in Funktionen der IG Metall Wuppertal. In dieser Zeit war er von 1995 bis 2002 Beisitzer im Unterbezirksvorstand der SPD Wuppertal.
Von 2000 bis 2005 war Dirx mit dem Direktmandat aus dem Wahlkreis Solingen I – Wuppertal IV Abgeordneter im Landtag Nordrhein-Westfalen, wo er Mitglied im Ausschuss für Wirtschaft, Mittelstand und Technologie und im Petitionsausschuss des Landtags war. Zur Landtagswahl 2005 trat er nicht wieder als Kandidat an.
Axel Dirx engagierte sich dafür, die künstlerischen Werke seines Vaters Willi Dirx zu bewahren. Im Jahr 2004 stellte er eine Ausstellung von Holz- und Linolschnitten aus dem Zyklus „Die Wupper“ zusammen, die anlässlich der Aufführung des Stückes Die Wupper von Else Lasker-Schüler im Schauspielhaus Wuppertal gezeigt wurde, wo sie bereits 1966 bei der Eröffnung des Schauspielhauses zu sehen war.
Axel Dirx war verheiratet mit Gerda Dirx und hat drei Kinder.